# Bleed Well
"Bleed Weel" je pjesma finskog sastava HIM. Objavljena je kao drugi singl s albuma Venus Doom, gdje je osma pjesma po redu. Singl je trenutno dostupan na iTunesu, od 18. studenog 2007. godine, a maksi singl od 9. prosinca. Prema izjavi cdon.com, maksi singl je još 7. studenog bio objavljen.

## Popis pjesma
Britanski digitalni download
1. "Bleed Well" - 4:24

Maksi singl
1. "Bleed Well" (radio verzija) - 3:38
2. "Sleepwalking Past Hope" (uživo s Toronta)- 10:24
3. "Killing Loneliness" (Libera Nos F.F Remix)- 4:33